# La Haye-Bellefond
La Haye-Bellefond település Franciaországban, Manche megyében. Lakosainak száma 67 fő (2022. január 1.). La Haye-Bellefond Le Guislain, Maupertuis, Moyon-Villages, Villebaudon és Bourgvallées községekkel határos.

## Népesség
A település népességének változása:
| Lakosok száma | 128  | 75   | 62   | 73   | 84   | 84   | 83   | 77   | 75   | 67   |
|               | 1968 | 1982 | 1990 | 2006 | 2013 | 2015 | 2017 | 2019 | 2020 | 2022 |